# SKY (JAMOSAのアルバム)
『SKY』（スカイ）は、JAMOSAの4枚目のオリジナル・アルバム。

## 概要
- 『RED』以来約2年3ヶ月ぶりとなるオリジナル・アルバム。
- <CD＋DVD>と<CD>の2形態でリリースされた。

## 収録曲

### CD
1. 何かひとつ feat. JAY'ED & 若旦那
10枚目のシングル。日本テレビ系ドラマ「美咲ナンバーワン!!」主題歌。
2. もしも願いが叶うなら
3. BEAUTIFUL WORLD feat.KG & AILI
4. これ以上やさしくしないで
5. いつまでも
6. SKY IS THE LIMIT
7. ありがとう MY FRIEND
8. チェリー
9. 小さな幸せ
10. ありがとう
11. BOND〜キズナ〜 feat. 若旦那
9枚目のシングル。

### DVD
1. 何かひとつ feat. JAY'ED & 若旦那 MUSIC VIDEO
2. もしも願いが叶うなら MUSIC VIDEO